# Alex Kurzem
Alex Kurzem (nacido como Ilya Galperin, en Bielorrusia, 1936 - 31 de enero de 2022), hijo de padres judíos, se quedó huérfano a los 5 años de edad durante el período de la Segunda Guerra Mundial. Los ejércitos alemanes entraron el 20 de octubre de 1941 en su país, siendo su pueblo invadido huyó hacia los bosques, donde estuvo vagando perdido una temporada, durante este tiempo los datos son poco certeros. Se sabe que fue salvado de una muerte segura por el sargento letón Jekabs Kulis perteneciente a las SS, mientras prisioneros eran alineados para una ejecución este se interesó en Kurzem, a quien proporcionó una identidad falsa para esconder su ascendencia judía y su procedencia, facilitado por la semejanza de sus rasgos con los arios. Así los soldados letones y alemanes lo conocieron como un huérfano ruso.
Durante su infancia pronto se convirtió en un niño mascota, Kurzem apareció en películas de propaganda nazi y también actuó como repartartidor de barras de chocolate para los judíos, mientras subían a los trenes que los llevarían a los campos de concentración.
En 1944, cuando los nazis comenzaron a vislumbrar su derrota inminente, el comandante de la SS lo mandó a vivir con una familia lituana.
Tras la IIGM, en 1949 llegó a Australia, con tan solo una pequeña maleta color café. Mantuvo en secreto su pasado, que no le contó ni siquiera a su esposa, hasta que finalmente, en 1997 se lo reveló a sus familiares. Él y su hijo comenzaron a investigar sobre su pasado, fruto de estas averiguaciones es un libro publicado por Mark Kurzem, su hijo, titulado "La mascota", editado en 2007, y publicado en España en 2008.
Reside en Australia donde se hizo reparador de televisores, se casó y tuvo tres hijos, muriendo su mujer, Patricia, en 2003.